# Matylda Saská (1025)
Matylda Saská (německy Mathilde, léto 979 – listopad 1025 Echtz) byla lotrinská falckraběnka.

## Život
Byla třetí dcerou císaře Oty II. a byzantské princezny Theofano a již v dětství byla svěřena do péče své tety Matyldy, abatyše v Essenu. Zdá se, že původně byla zaslíbena církevní kariéře a měla se stát Matyldinou nástupkyní v úřadu abatyše. Pravděpodobně v rozmezí let 991 – 993 se z iniciativy své matky provdala za Ezza, syna lotrinského falckraběte Heřmana. Sňatek, který měl posílit moc Matyldina bratra Oty III., současníci považovali za nerovný.
| „                     | Mnoho lidí to neschvalovalo, protože však věc nemohla být podle práva změněna, ujal se dívky trpělivě její jediný bratr. Dal jí co nejvíce majetku, aby si zachovala postavení, které zdědila po svých vynikajících předcích. | “ |
| — Dětmar z Merseburku | |   |

Když roku 1002 zemřel Matyldin bratr, císař Ota III., jeho nástupce Jindřich II. vedl s Ezzou dlouhodobý spor o majetky, které Matylda obdržela od bratra a považovala je za své vlastnictví, kdežto Jindřich byl přesvědčen, že jde královské zboží.
Manželství bylo zřejmě šťastné a bylo požehnáno deseti dětmi (třemi syny a sedmi dcerami), z nichž většina svůj život zasvětila církevní kariéře:
- Liudolf Lotrinský, pán von Brauweiler a Waldenburg († 1031)
- Ota II. Švábský († 1047 r.) – v letech 1035-1045 lotrinský falckrabě, v letech 1045-1047 švábský vévoda
- Heřman († 1056) – v letech 1035-1056 kolínský arcibiskup
- Richenza Lotrinská (kolem 993–1063) – manželka polského krále Měška II. Lamberta
- Theofano († 1058) – abatyše kláštera v Essen a Gerresheim
- Žofie († před 1031)
- Matylda – abatyše v Dietkirchen a Villich.
- Adelheid – jeptiška, pravděpodobně abatyše v Nivelles
- Ida – († 7. nebo 8. května 1060) – abatyše v klášteře Maria im Capitol v Kolíně a v Gandersheimu
- Helwiga – opatka v Neuss, Dietkirchen a Villich

Roku 1024 Matylda společně s manželem založila klášter Brauweiler, kde byla také po svém skonu o rok později pohřbena.